# Mashbury
 (avril 2023).
Mashbury est un village et une paroisse civile de l'Essex, en Angleterre. Sa population est comptée avec celle de la paroisse civile de Pleshey.